# 嶌洪
嶌 洪（しま ひろし、1944年2月9日 - ）は、日本の生物学者。九州大学名誉教授。農学博士（九州大学、1981年）。専門は系統分類学。

## 経歴
長崎県長崎市出身。長崎県立長崎東高等学校を経て、1966年に鹿児島大学農学部を卒業後、1968年九州大学大学院農学研究科修士課程修了、1970年同博士課程中退。同年に九州大学教養学部助手となり、1981年同助教授、1989年同教授を経て、1994年大学院比較社会文化研究科教授、1999年大学院比較社会文化研究科長。同大学において教職員組合委員長、書記長などを歴任する一方、学会活動にも精力的に取り組み、2005年、2006年には日本昆虫学会長を務めた。
その後、九州大学総合研究博物館長などを務め退官、九州大学名誉教授となる。2017年4月現在も、九州大学総合研究博物館協力研究員を務めている。

## 研究
ヤドリバエ科の分類学分野における権威とされ、日本において知られていなかったオオミノガ（ミノムシ）に寄生するヤドリバエを発見したことで知られる。

## 著書

### 共著
- ポール・スマート『世界蝶の百科 解説・資料編』秀潤社、1978年。
- 篠永哲、嶌洪『ハエ学―多様な生活と謎を探る』東海大学出版会、2001年。ISBN 978-4486015178。

## 論文
- CiNii>嶌洪

## メディア出演
- トリビアの泉 〜素晴らしきムダ知識〜